# Simon Chandler
Simon Chandler (Luton, 4 juni 1953) is een Brits acteur.

## Carrière
Chandler begon in 1976 met acteren in de televisieserie Angels, waarna hij nog in meer dan 110 films en televisieseries meerdere speelde. Hij speelde in onder andere A Bridge Too Far (1977), The Bounty (1984), The Man Who Knew Too Little (1997), Teachers (2001), Vera Drake (2004), Judge John Deed (2001-2007), The King's Speech (2010) en House of Anubis (2011).

## Filmografie

### Films
Selectie:
- 2020 The Old Guard - als pastoor Sykes
- 2014 The Theory of Everything - als John Taylor
- 2014 Mr. Turner - als Sir Augustus Wall Callcott
- 2011 The Iron Lady - als minister
- 2010 The King's Speech - als Lord Dawson
- 2006 Penelope - als dokter
- 2006 Perfume: The Story of a Murderer - als burgemeester van Grasse
- 2004 Vera Drake - als Wells
- 2003 Hitler: The Rise of Evil - als schoolleraar
- 2002 La balsa de piedra - als Britse premier Ingles
- 1998 The Commissioner - als Peter Simpson
- 1997 Spice World - als ziekenhuisvader
- 1997 The Man Who Knew Too Little - als Hawkins
- 1984 The Bounty - als David Nelson
- 1982 Victor Victoria - als koorknaap
- 1978 The Lord of the Rings - als Meriadoc 'Merry' Brandybuck (stem)
- 1977 A Bridge Too Far - als soldaat Simmonds

### Televisieseries
Uitgezonderd eenmalige gastrollen.
- 2023 The Diplomat - als sir Merritt Grove - 2 afl.
- 2020 Trigonometry - als Walter - 3 afl.
- 2016 The Crown - als Clement Attlee - 5 afl.
- 2015 The Enfield Haunting - als professor Beloff - 2 afl.
- 2015 Mr Selfridge - als inspecteur Johnson - 2 afl.
- 2014 The Bletchley Circle - als juridisch adviseur - 2 afl.
- 2013 The Politician's Husband - als Cliff Lyman - 2 afl.
- 2011 Land Girls - als inspecteur West - 3 afl.
- 2011 House of Anubis - als Ade Rutter - 6 afl.
- 2008 Coronation Street - als magistraat - 3 afl.
- 2007 Doctors - als Andrew Hewitt - 3 afl.
- 2001-2007 Judge John Deed - als sir Ian Rochester - 26 afl.
- 2001 Murder Rooms - als inspecteur Warner - 3 afl.
- 2001 Teachers - als Geoff - 6 afl.
- 1999 Holby City - als Adrian Walker - 2 afl.
- 1996 Annie's Bar - als David Bell - 5 afl.
- 1994 The Wimbledon Poisoner - als nr. 47 - 2 afl.
- 1994 Middlemarch - als eerwaarde Camden Farebrother - 7 afl.
- 1992 Anglo Saxon Attitudes - als John Middleton - 3 afl.
- 1989-1991 Screen Two - als Paul - 2 afl.
- 1989 Confessional - als Fox - 4 afl.
- 1987 Napoleon and Josephine: A Love Story - als LeClerc - 3 afl.
- 1986-1987 Jonny Briggs - als mr. Hobbs - 5 afl.
- 1986 The Singing Detective - als dr. Finlay - 4 afl.
- 1986 C.A.T.S. Eyes - als Roddy - 2 afl.
- 1984 Lace - als Nick Cliffe - 2 afl.
- 1977-1978 Just William - als Robert Brown - 14 afl.
- 1977 The Duchess of Duke Street - als Brian Spedding - 3 afl.
- 1977 Another Bouquet - als Freddy - 4 afl.

- Gemeinsame Normdatei: 1096767260
- International Standard Name Identifier: 0000 0001 2089 2825
- Library of Congress Control Number: no2011092356
- Nationale Bibliotheek van Tsjechië: xx0157715
- Virtual International Authority File: 171997075
- WorldCat: E39PCjr7yFfkKh3gPXKMJht9pd